# Arthur Warwick Beament
Arthur Warwick Beament, C.B.E. VID C.D., kanadski general, * 1. april 1898, † 24. maj 1966.